# Garth Warner
Garth William Warner Jr. (* 1940) ist ein US-amerikanischer Mathematiker, der sich vor allem mit Darstellungstheorie von Lie-Gruppen und Lie-Algebren und deren Anwendungen in mathematischer Physik und Zahlentheorie (Umfeld des Langlands-Programms und speziell Selbergsche Spurformel) befasst.
Warner wurde 1966 an der University of Michigan bei Lamberto Cesari promoviert (Quasi Additive Set Functions and Nonlinear Integration Over a Variety). Er war bis zur Emeritierung Professor an der University of Washington.

## Schriften
- mit M. Scott Osborne: The theory of Eisenstein systems. Academic Press 1981
- mit M. Scott Osborne:  The Selberg trace formula III: inner product formulae – initial considerations. Memoirs AMS 283, 1983
- Harmonic Analysis on Semi-Simple Lie Groups I, II. Grundlehren der mathematischen Wissenschaften 188/189, Springer 1972